# Black Wings
Black Wings è il secondo album in studio del gruppo musicale svedese Wolf, pubblicato nel 2002 dalla No Fashion Records.

## Tracce
1. Night Stalker – 4:44
2. Demon Bell – 6:07
3. I Am the Devil – 6:03
4. Venom – 4:15
5. A World Bewitched – 4:36
6. The Curse – 3:57
7. Unholy Night – 5:58
8. Genocide – 3:41
9. A Dangerous Meeting (cover dei Mercyful Fate) – 5:00

## Formazione

### Gruppo
- Niklas Olsson – voce, chitarra
- Mikael Goding – basso
- Daniel Bergkvist – batteria